# Villa Torni
Villa Torni ovvero l'Istituto pio "Costante Gris" è una villa veneta sita nel comune di Mogliano Veneto, in provincia di Treviso. Si trova in località Torni, ad est del paese, rivolta alla strada provinciale diretta a Marcon.

## Storia
Gli studiosi concordano nel ritenere questo edificio secentesco. Alla metà del Settecento apparteneva a Daniele Fedan, dal quale passò ai fratelli Alvise e Giovanni Battistiol Torni. L'ultimo membro della famiglia, Marco di Alvise, lasciò il complesso alla Congregazione di Carità di Venezia.
Nel 1882, la villa divenne un ospedale per il ricovero e il trattamento della pellagra per volere di Costante Gris (1843-1925), sindaco di Mogliano Veneto tra il 1878 e il 1886. Spesso indicato come il primo pellagrosario in Italia, fu in realtà preceduto da quello di Legnano, creato nel 1784 per volere di Gaetano Strambio e grazie all'interessamento dell'imperatore Giuseppe II d'Asburgo-Lorena. Per poter far fronte al dilagante problema della pellagra, riuscì, grazie all'appoggio di altri benefattori, ad acquistare villa Torni per istituirvi l'ospedale, inaugurato il 31 ottobre 1883 e da lui diretto fino al 1925, anno della sua morte.

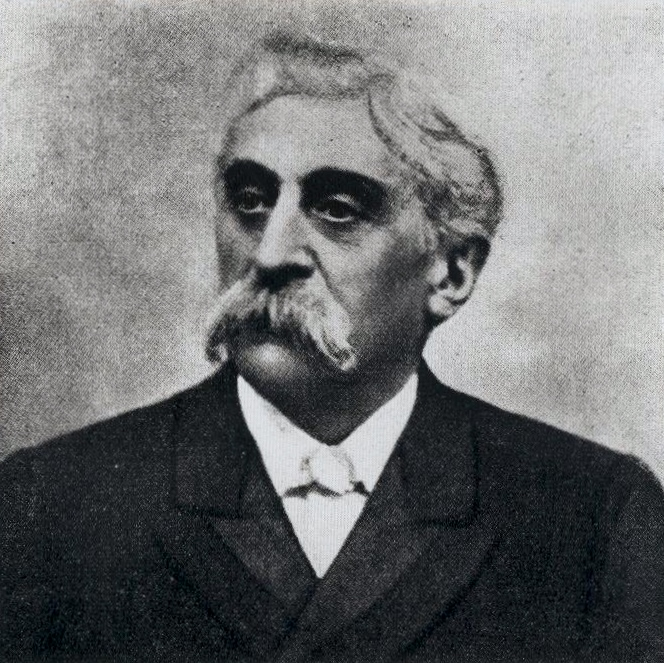
Costante Gris, sindaco di Mogliano Veneto e fondatore del pellagrosario

Negli anni successivi l'istituto ampliò le proprie funzioni e fu necessaria la costruzione di altri edifici: venne aperta una casa di riposo per anziani indigenti, un manicomio e un asilo per bambini poveri. Debellata la pellagra, il complesso fu convertito nell'Istituto pio "Costante Gris", un ospedale psichiatrico.
Tra i ricoverati vi fu anche pittore Gino Rossi che lasciò traccia del suo passaggio dipingendo un piatto con pesci sotto il porticato di uno degli edifici; la modesta opera è oggi quasi illeggibile.

## Edifici
La villa risente particolarmente degli sconvolgimenti dovuti all'istituzione dell'ospedale.
Pur mantenendo una notevole estensione, il parco ha perduto il suo disegno originale, essendo stato adibito ad uso agricolo ai tempi della fondazione dell'istituto. Resta ancora l'antico ingresso, rappresentato da un cancello in ferro battuto con la sigla FT ("famiglia Torni") compreso tra due pilastri ornati da statue (recentemente attribuite ad Antonio Gai); è stata tuttavia demolita la cinta muraria, sostituita da una semplice rete in fil di ferro.
Le varie pertinenze si dispongono attorno alla casa padronale in modo da formare una corte aperta verso sud, collegata tramite un lungo corpo di fabbrica all'oratorio, localizzato più a est. Quest'ultimo, di discrete dimensioni, ha linee architettoniche molto pronunciate, dovute alla sovrapposizione di due piani verticali. Lesene con capitelli dalle volute marcate sostengono una cornice su cui poggia la finestra termale che garantisce l'illuminazione degli interni; a questo primo livello si sovrappone il secondo costituito da due semicolonne che sostengono il frontone triangolare. Uno schema analogo è ripetuto negli interni in corrispondenza dell'abside.
Le due barchesse che incorniciano la casa padronale sono caratterizzate da un portico a doppia altezza con cinque archi impostati su pilastri; le campate sono incorniciate da lesene su cui si impostano gli elementi della trabeazione, alternati a finti conci in chiave di volta. A sud barchessa di levante è stato collocato un busto di Costante Gris, opera di Giuseppe Vasco Vian.
A differenza degli annessi, la casa padronale risulta assolutamente sobria, presentandosi come un volume compatto privo di elementi architettonici di rilievo (ma non priva di raffinati ornamenti, come i profili delle finestre realizzati in pietra). La sua eleganza è conferita proprio da questa semplicità e regolarità architettonica, trasmessa anche agli interni: la fascia centrale della facciata, sottolineata da tre aperture ravvicinate su tutti e tre i livelli, denuncia la presenza di un salone passante; il piano nobile si distingue grazie a tre portefinestre protette da un terrazzino con balaustra tripartita; l'asse di simmetria è continuato al piano superiore da un unico poggiolo centrale.
Per quanto riguarda gli interni della casa padronale, va citata una piccola stanza a sudest ornata di affreschi attribuiti a Giambattista Crosato: quelli sulle pareti raffigurano episodi della Gerusalemme liberata (Morte di Olindo e Sofronia e Armida e Rinaldo) mentre, sul soffitto, si trova un'allegoria dell'aurora. Sopra la porta che si apre nella parete ovest è riprodotto lo stemma dei Torni.